# Otto Ziege
Otto Ziege (né le 14 juin 1926 à Berlin et mort le 8 novembre 2014 à Berlin) est un coureur cycliste allemand. Professionnel de 1947 à 1956, il a été champion d'Allemagne sur route en 1949.

## Palmarès
- 1947
  - 3e du championnat d'Allemagne sur route
- 1949
  -  Champion d'Allemagne sur route
  - 2e du Tour de Cologne
- 1952
  - 2e des Six jours de Barcelone
- 1953
  - 2e des Six jours de Saint-Étienne